# Tricholamia
Tricholamia is een kevergeslacht uit de familie van de boktorren (Cerambycidae). De wetenschappelijke naam van het geslacht werd voor het eerst geldig gepubliceerd in 1884 door Bates.

## Soorten
Tricholamia omvat de volgende soorten:
- Tricholamia plagiata Bates, 1884
- Tricholamia ruficornis (Hintz, 1911)